# Gondadgi, Yadgir
Gondadgi là một làng thuộc tehsil Yadgir, huyện Gulbarga, bang Karnataka, Ấn Độ.